# Frühförderung
Der Begriff Frühförderung ist eine Sammelbezeichnung für pädagogische und therapeutische Maßnahmen für Kinder, die von einer Behinderung betroffen oder bedroht sind. Die Maßnahmen der Frühförderung umfassen den Zeitraum der ersten Lebensjahre und können sich bis zum Kindergarteneintritt oder bis zur Einschulung erstrecken. Dies ist je nach Bundesland beziehungsweise Kanton oder ausrichtender Behindertenrichtung verschieden.

## Allgemeine und spezielle Frühförderung
Man unterscheidet die allgemeine Frühförderung und die spezielle Frühförderung: Während sich die allgemeine Frühförderung an Kinder mit geistiger bzw. kognitiver und seelischer Behinderung sowie an Kinder, denen ohne Förderung eine entsprechende Behinderung droht, wendet, richtet sich die spezielle Frühförderung an Kinder mit Sinnesbehinderungen wie z. B. Blindheit, Sehbehinderung, Gehörlosigkeit oder Schwerhörigkeit. Liegen sowohl allgemeine Entwicklungsrückstände als auch eine Sinnesbeeinträchtigung vor, können beide Frühförderangebote ergänzend und kooperativ tätig werden.

### Allgemeine Frühförderung
Im Vordergrund stehen in der Regel pädagogische – meist heilpädagogische – Hilfen, wie die Entwicklungsförderung, die z. B. durch geeignete und in der Regel sehr spielerische Methoden Anreize gibt. Hinzu kommen in vielen Fällen medizinisch-therapeutische Maßnahmen, wie sie z. B. durch die Krankengymnastik, die Ergotherapie, die Logopädie oder die Motopädie erbracht werden. Wirken pädagogische und medizinisch-therapeutische Leistungen zusammen, spricht man von einer Komplexleistung. Leistungen der Frühförderung werden in Deutschland vor allem in (interdisziplinären) Frühförderstellen, freien heilpädagogischen Praxen und Sozialpädiatrischen Zentren erbracht.

### Spezielle Frühförderung für sinnesbeeinträchtigte Kinder
In der Frühförderung für Kinder mit einer Sinnesbehinderung arbeiten ausgebildete Sonderschullehrer der entsprechenden Fachrichtung. Für die erfolgreiche Entwicklung eines Kindes ist es von entscheidender Bedeutung, alle Entwicklungsstufen altersadäquat zu ‚durchlaufen‘. Insbesondere während der sensiblen Phasen muss gezielt gefördert werden, da sonst eine ‚normale‘ Entwicklung bedroht sein kann. Inhaltlich orientieren sich Frühförderer von Kindern, die sehbehindert oder blind sind, meistens an den Erkenntnissen Lilli Nielsens, die auch diesbezügliche Lern-Materialien entwickelt hat. Neben der Förderung des Kindes bildet die Elternarbeit einen wichtigen Schwerpunkt. Aufgrund der vergleichsweise geringen Zahl sinnesbeeinträchtigter Kinder im Bundesgebiet im Gegensatz zur höheren Zahl von Kindern der allgemeinen Frühförderung gibt es erheblich weniger Frühförderstellen. Diese einzelnen Frühförderstellen haben jedoch einen großen Zuständigkeitsbereich und decken das gesamte Bundesgebiet ab, sodass man sich bei Bedarf durchaus auch an weit entfernte Frühförderstellen wenden kann. Die Frühförderung findet weitgehend mobil statt, das heißt, dass die dort beschäftigten Mitarbeiter (z. B. Heilpädagogen, Sozialpädagogen, Sonderpädagogen) die Kinder in der elterlichen Wohnung oder im Kindergarten aufsuchen und dort die Förderung des Kindes und ggf. die Beratung der Eltern durchführen. Eine Ausnahme ist z. B. Hamburg, wo ambulant in der Sonderschule die Frühförderung durchgeführt wird.
In der Frühförderung für Kinder mit einer Hörbeeinträchtigung findet eine interdisziplinäre Zusammenarbeit mit Regelkindergärten, Hörakustiker, Hals-Nasen-Ohren-Ärzten, Logopäden und allgemeinen Frühförderern statt.

## Gesetzeslage
Rechtsansprüche auf Finanzierung von Maßnahmen der Frühförderung sind im Sozialgesetzbuch Zwölftes Buch – Sozialhilfe (SGB XII) und im Rehabilitationsgesetz (SGB IX, § 30), zusammengefasst, im Krankenversicherungsrecht (SGB V) und für Kinder mit seelischer Behinderung im Kinder- und Jugendhilferecht (SGB VIII / KJHG) festgeschrieben. Da – abhängig vom Wohnort – die Leistungen der Frühförderung äußerst unterschiedlich sind, hat der Gesetzgeber im Juni 2003 eine Rechtsverordnung erlassen – „Verordnung zur Früherkennung und Frühförderung behinderter und von Behinderung bedrohter Kinder“, auch Frühförderungsverordnung (FrühV) genannt. Diese sollte bewirken, dass medizinisch-therapeutische und heilpädagogische Leistungen stärker verzahnt und auf der Grundlage von Finanzierungsvereinbarungen abgestimmter erbracht werden.
In der Praxis hat sich jedoch herausgestellt, dass die Hoffnungen, die mit der Rechtsverordnung verbunden wurden, bisher nur unzureichend erfüllt wurden. Über zwei Jahre nach dem Erlass der Rechtsverordnung ist es bisher lediglich in Nordrhein-Westfalen zum Abschluss einer Landesrahmenempfehlungen gekommen, die am 1. April 2005 in Kraft getreten ist. Damit ist ein wesentlicher Schritt zur Konkretisierung der Anforderungen an interdisziplinäre Frühförderstellen und Sozialpädiatrische Zentren vollzogen und es sind die Chancen für eine flächendeckende und zielgerichtete Weiterentwicklung des Systems der Frühförderung erhöht worden. Auf dieser Grundlage müssen dann noch konkrete örtliche Vereinbarungen geschlossen werden. Mit dem erfolgreichen Vorgehen in NRW ist nunmehr ein Prozess in Gang gekommen, der zum Abschluss entsprechender Empfehlungen auch in anderen Bundesländern geführt hat. So gibt es mit Wirkung vom 1. August 2006 in Bayern einen entsprechenden „Rahmenvertrag zur Früherkennung und Frühförderung behinderter und von Behinderung bedrohter Kinder in Interdisziplinären Frühförderstellen“. Kommunale Vereinbarungen stehen in NRW in verschiedenen Kreisen und kreisfreien Städten kurz vor dem Abschluss (z. B. in Dortmund und dem Kreis Gütersloh). Damit wäre der letzte wichtige Schritt getan und der Komplexleistung Frühförderung zum Durchbruch verholfen. Erfolgreiche Abschlüsse dürften auch dazu führen, dass in weiteren Kommunen in Deutschland ähnliche Leistungsvereinbarungen / Verträge abgeschlossen werden.

## Frühförderung in einzelnen Bundesländern

### Niedersachsen
In Niedersachsen ist die spezielle Frühförderung eine freiwillige Leistung des Landes. Ausgehend von den Standorten der Landesbildungszentren für Menschen mit Hörbeeinträchtigung in Hildesheim, Oldenburg, Osnabrück und Braunschweig sowie des Landesbildungszentrums für blinde Menschen in Hannover wird mobil ganz Niedersachsen abgedeckt.
- Landesbildungszentren (für Menschen mit Sinnesbeeinträchtigung) bieten Beratung und Frühförderung in ganz Niedersachsen. Der Frühförderzeitraum erstreckt sich von dem Auftreten der Behinderung (Diagnosezeitpunkt) bis zum Schuleintritt. Anschließend bieten sie noch weitere Unterstützung während der Schul- und Berufsausbildung. Das Landesbildungszentrum für Hörgeschädigte hat Einrichtungen in Hildesheim, Osnabrück, Oldenburg und Braunschweig, das Landesbildungszentrum für Blinde Hannover (LBZB) in Hannover.
- Allgemeine Frühförderung bieten Frühförderstellen der Lebenshilfe

Darüber hinaus gibt es in Niedersachsen auch sogenannten Früherkennungsstellen, die sich vor allem der Diagnose und der Aufstellung eines Behandlungsplans widmen.

### Nordrhein-Westfalen
In Nordrhein-Westfalen gibt es weit über 100 Frühförderstellen, von denen nur ein kleinerer Teil (ca. 30) interdisziplinär arbeitet. Die von den entsprechenden Ausschüssen der Krankenkassen und den Kassenärztlichen Vereinigungen in NRW zugelassenen etwa 30 Sozialpädiatrischen Zentren haben immer einen interdisziplinären Ansatz und befassen sich mit Diagnose und Therapie von komplizierteren (drohenden) Behinderungen und Entwicklungsstörungen von Kindern.

### Schleswig-Holstein
Die überwiegende Zahl der Frühförderstellen in Schleswig-Holstein arbeitet als pädagogische Frühförderstellen. Einige der Frühförderstellen sind jedoch schon interdisziplinär besetzt und warten auf die angekündigten Landesrahmenempfehlungen, um mit den Kostenträgern in Verhandlungen treten zu können. An der Ärztekammer Schleswig-Holstein existiert seit Jahren die Arbeitsgruppe Frühförderung, ein interdisziplinär besetztes Gremium mit dem Ziel der qualitativen und interdisziplinären Entwicklung der Frühförderung. Aus der jahrelangen Arbeit sind verschiedene Publikationen und ein „Eckpunktepapier“ zur interdisziplinären Frühförderung hervorgegangen.

### Bayern
Hier gilt seit dem 1. August 2006 der „Rahmenvertrag zur Früherkennung und Frühförderung behinderter und von Behinderung bedrohter Kinder in Interdisziplinären Frühförderstellen“. Er wurde zwischen dem Verband bayrischer Bezirke, der Arbeitsgemeinschaft der Krankenkassenverbände in Bayern, den Trägerverbänden der Interdisziplinären Frühförderung und der Kassenärztlichen Vereinigung Bayerns geschlossen. Die Zuständigkeit für die Finanzierung der Frühförderung in Bayern ist am 1. Januar 2008 von den kreisfreien Städten und Landkreisen auf die Bezirke übergegangen.